# Claire Tabouret
Claire Tabouret (Pertuis, 25 settembre 1981) è una pittrice e scultrice francese.
Vive e lavora a Los Angeles.

## Biografia
Claire Tabouret ha frequentato nel 2005 la Cooper Union di New York e nel 2006 ha conseguito il diploma in arti plastiche presso l'École nationale supérieure des beaux-arts di Parigi.
Nel 2008 si è trasferita nella residenza artistica Shakers, a Montluçon, dove ha tenuto la prima personale all'Orangerie del Château de la Louvière.
Nel 2010 ha vissuto nella residenza artistica Chamalot, a Haute-Corrèze. 
Nel 2011 ha vissuto nella residenza artistica Astérides, a Marsiglia, da dove ha più volte fatto la spola con l'Algeria.
Nel 2012 ha vissuto nella residenza artistica Yishu8 2012, a Pechino.
Il momento decisivo per la carriera artistica di Tabouret è arrivato nel 2013, quando il collezionista François Pinault è rimasto colpito dall'immagine stampata sull'invito alla sua personale Prosôpon alla Galerie Isabelle Gounod di Parigi.
Pinault ha acquistato tutte le tele e l'anno successivo le ha presentate nella collettiva L'illusion des lumières a Palazzo Grassi di Venezia, insieme ad altri 19 artisti, tra i quali Danh Võ, Gilbert & George e Julio Le Parc.
Nel 2017 Tabouret ha presentato le proprie opere, insieme a quelle di Yoko Ono, nella mostra One day I broke a mirror a Villa Medici di Roma.
Per la mostra Tabouret ha realizzato dipinti di gruppi di donne, sedute e in attesa, descritte come guerriere, avventuriere e conquistatrici.
Sempre nel 2017, Tabouret ha dipinto l'interno di una cappella nel castello dell'architetto Pierre Yovanovitch, nei pressi di Aups, ricoprendo le pareti interne con una folla di bambini in costume; inoltre ha presentato le sue opere allo Yuz Museum di Shanghai, alla Friche Belle de Mai di Marsiglia, alla Night Gallery di Los Angeles.
Per una mostra suddivisa in due parti, nell'ex studio di Picasso a Gisors e nella Galerie Almine Rech di Parigi, confrontandosi con la Donna che piange di Picasso, Tabouret ha realizzato un ciclo di dipinti  utilizzando il soggetto di lottatori e coppie che ballano, che si abbracciano, che si attirano, che si respingono.
Nel 2021 Tabouret è stata inclusa nella mostra Present Generations al Columbus Museum of Art, in Ohio, che consisteva in opere che avrebbero inaugurato la Collezione Scantland del museo.
Nel 2022 Tabouret ha partecipato alla mostra collettiva Women Painting Women al Museo d'arte moderna di Fort Worth, in Texas, e alla personale I am spacious, singing flesh, evento collaterale della LIX Esposizione internazionale d'arte di Venezia.
Nel 2024 è stata tra gli artisti selezionati per l'esposizione Con i miei occhi, per il Padiglione della Santa Sede alla LIX Esposizione internazionale d'arte di Venezia, per la quale ha rielaborato le foto delle detenute nel carcere della Giudecca.
In data 18 dicembre 2024 la presidenza della Repubblica francese ha comunicato che «è stata scelta tra otto candidati per la realizzazione di sei vetrate contemporanee nelle cappelle sud di Notre-Dame» considerato che l'artista «è all'altezza di ciò che richiede la cattedrale».
La sua nomina rischia di rilanciare un'ondata di proteste da parte degli oppositori del progetto, poiché le vetrate originali interessate – di Viollet-le-Duc – non sono state danneggiate dall'incendio, e l'intera operazione rischia di essere uno spreco di denaro pubblico.

### Vita privata
Vive con il marito Nathan Thelen, anch'egli artista, in una villa di Los Angeles, che si trova nel quartiere di Los Feliz e risale agli anni venti del XX secolo.
La loro abitazione è arredata da molti dipinti realizzati da Tabouret, tra i quali le riproduzioni dei tarocchi di Pamela Colman Smith, conosciuti come tarocchi Rider-Waite.
Lavora in un atelier di 600 m² nel quartiere di Pico-Union.

## Collezioni
Alcune sue opere sono state acquisite da importanti collezioni, tra cui il Los Angeles County Museum of Art (LACMA), la Pinault Collection, la collezione agnès b., il Fonds régional d'art contemporain d'Auvergne, il Fonds régional d'art contemporain de Normandie-Rouen, il Dallas Museum of Art, l'Institute of Contemporary Art Miami.